# IC 56A
IC 56A — галактика типу Sm (змішана спіральна галактика) у сузір'ї Кит.
Цей об'єкт міститься в оригінальній редакції індексного каталогу.